# Thrakosphaera schawalleri
Thrakosphaera schawalleri is een pissebed uit de familie Tendosphaeridae. De wetenschappelijke naam van de soort is voor het eerst geldig gepubliceerd in 1998 door Helmut Schmalfuss.